# Bechhofen (Bavière)
Pour les articles homonymes, voir Bechhofen.
Bechhofen (appelée aussi Bechhofen an der Heide) est une commune (Markt) allemande, située en Bavière, dans l'arrondissement d'Ansbach et le district de Moyenne-Franconie.

## Géographie

### Situation
Bechhofen est située à 18 km au sud d'Ansbach, dans une région de landes (heide) qui compte de nombreux lacs. Les villages de Thann, Großenried et Mörlach sont situés sur l'Altmühl, affluent du Danube.
Bechhofen est composé de vingt-huit hameaux et villages dont les plus importants sont Bechhofen (2 188 habitants), Königshofen (1 097 habitants), Großenried (597 habitants) et Sachsbach (348 habitants).

### Communes limitrophes

Situation de Bechhofen dans l'arrondissement d'Ansbach

## Histoire
Bechhofen est mentionnée pour la première fois en 1311 sous le nom de Pechoven an der Wisent. Dès 1351, l'empereur Charles IV lui accorde le droit de marché (Marktgemeinde).
Le village de Königshofen abrite un monastère des chanoinesses de Saint-Augustin qui dépend du diocèse d'Eichstätt et est pendant le Moyen Âge un important lieu de pèlerinage.
Après avoir appartenu aux princes-évêques d'Eichstätt, Bechhofen est absorbée par la principauté d'Ansbach dont elle suit l'histoire en devenant prussienne en 1792 et en étant intégrée au royaume de Bavière en 1806 lors du traité de Paris imposé par Napoléon.
En 1818, la réforme administrative du royaume l'érige en commune et Bechhofen rejoint l'arrondissement de Feuchtwangen. Bechhofen compte alors une importante communauté juive dont la synagogue est détruite en 1938 et dont les membres émigrent ou sont déportés par les nazis.

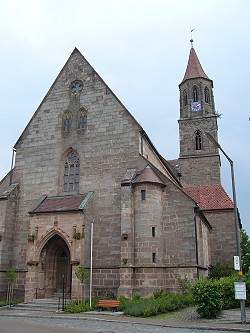
L'église du monastère de Königshofen

Bechhofen prend ses dimensions actuelles après l'incorporation de plusieurs communes à l'occasion des réformes administratives menées de 1971 à 1974 en Bavière. C'est ainsi que Großenried, Heinersdorf, Kaudorf, Königshofen an der Heide, Liebersdorf, Mörlach, Sachsbach, Thann, Waizendorf et Wiesethbruck, communes issues de l'arrondissement de Feuchtwangen (sauf Heinersdorf et Königshofen issues de celui de Dinkelsbühl), sont toutes intégrées à Bechhofen et au nouvel arrondissement d'Ansbach.
.

## Politique et administration
La commune est dirigée par un bourgmestre et un conseil municipal de 20 membres.

## Démographie
| 1910  | 1933  | 1939  |
| ----- | ----- | ----- |
| 1 109 | 1 356 | 1 380 |

| 1840  | 1871  | 1900  | 1910  | 1925  | 1933  | 1939  | 1950   | 1961  |
| ----- | ----- | ----- | ----- | ----- | ----- | ----- | ------ | ----- |
| 3 215 | 3 203 | 3 424 | 3 771 | 3 828 | 4 049 | 3 990 | 6 506, | 5 173 |

| 1970  | 1987  | 2000  | 2003  | 2009  | - | - | - | - |
| ----- | ----- | ----- | ----- | ----- | - | - | - | - |
| 5 520 | 5 384 | 6 285 | 6 391 | 5 968 | - | - | - | - |

## Jumelage
Le Blanc (France), dans le département de l'Indre et la région Centre-Val de Loire.